# Торп (Вашингтон)
Торп (англ. Thorp) — переписна місцевість (CDP) в США, в окрузі Кіттітас штату Вашингтон. Населення — 232 особи (2020).

## Географія
Торп розташований за координатами 47°3′56″ пн. ш. 120°40′15″ зх. д. / 47.06556° пн. ш. 120.67083° зх. д. (47.065483, -120.670837).  За даними Бюро перепису населення США в 2010 році переписна місцевість мала площу 3,16 км², уся площа — суходіл.

## Демографія
Згідно з переписом 2010 року, у переписній місцевості мешкало 240 осіб у 103 домогосподарствах у складі 77 родин. Густота населення становила 76 осіб/км².  Було 112 помешкання (35/км²).
Расовий склад населення:
| - 94,2 % — білих - 1,3 % — корінних американців - 1,3 % — азіатів - 0,4 % — чорних або афроамериканців |

До двох чи більше рас належало 2,9 %. Частка іспаномовних становила 1,7 % від усіх жителів.
За віковим діапазоном населення розподілялося таким чином: 17,1 % — особи молодші 18 років, 61,6 % — особи у віці 18—64 років, 21,3 % — особи у віці 65 років та старші. Медіана віку мешканця становила 46,8 року. На 100 осіб жіночої статі у переписній місцевості припадало 106,9 чоловіків;  на 100 жінок у віці від 18 років та старших — 105,2 чоловіків також старших 18 років.
Середній дохід на одне домашнє господарство  становив 64 898 доларів США (медіана — 50 139), а середній дохід на одну сім'ю — 59 504 долари (медіана — 48 646). За межею бідності перебувало 26,2 % осіб, у тому числі 18,2 % дітей у віці до 18 років та 0,0 % осіб у віці 65 років та старших.
Цивільне працевлаштоване населення становило 158 осіб. Основні галузі зайнятості: освіта, охорона здоров'я та соціальна допомога — 20,3 %, будівництво — 17,1 %, роздрібна торгівля — 15,2 %, науковці, спеціалісти, менеджери — 15,2 %.